# Marche aux championnats d'Europe d'athlétisme
Pour un article plus général, voir Championnats d'Europe d'athlétisme.
La première épreuve de marche athlétique aux championnats d'Europe d'athlétisme se déroule en 1934 à Turin, sous la forme d'un 50 km marche masculin. Le 20 km masculin fait sa première apparition en 1958 et succède au 10 000 m marche disputé de 1946 à 1954. L'épreuve féminine se déroule de 1986 à 1998 sur la distance du 10 km, avant de se disputer sur 20 km depuis 2002. Le 50 km marche féminin fait sa première et unique apparition en 2018 à Berlin. À partir de 2022, le 50 km est remplacé par un 35 km.
Avec trois médailles d'or remportées consécutivement de 2006 à 2014 sur le 50 km, le Français Yohann Diniz est l'athlète masculin le plus titré dans ces championnats. Chez les femmes, le record de victoires est partagé par la Grecque Antigóni Drisbióti et l'Italienne Annarita Sidoti avec deux médailles d'or chacune. 
Depuis 2012, les championnats d'Europe ne contiennent pas d'épreuves de marche lors des années olympiques.

## Palmarès

### Hommes

#### 20 km marche
| Édition | Or                                         | Argent                               | Bronze                                     |
| ------- | ------------------------------------------ | ------------------------------------ | ------------------------------------------ |
| 1958    | Stanley Vickers 1 h 33 min 9 s             | Leonid Spirin 1 h 35 min 4 s         | Lennart Back 1 h 35 min 38 s               |
| 1962    | Kenneth Matthews 1 h 35 min 54 s           | Hans-Georg Reimann 1 h 36 min 14 s   | Volodymyr Holubnychy 1 h 36 min 38 s       |
| 1966    | Dieter Lindner 1 h 29 min 25 s             | Volodymyr Holubnychy 1 h 30 min 6 s  | Mykola Smaha 1 h 30 min 18 s               |
| 1969    | Paul Nihill 1 h 30 min 48 s                | Leonida Caraiosifoglu 1 h 31 min 6 s | Mykola Smaha 1 h 31 min 20 s               |
| 1971    | Mykola Smaha 1 h 27 min 20 s               | Gerhard Sperling 1 h 27 min 29 s     | Paul Nihill 1 h 27 min 34 s                |
| 1974    | Volodymyr Holubnychy 1 h 29 min 30 s       | Bernd Kannenberg 1 h 29 min 38 s     | Roger Mills 1 h 32 min 34 s                |
| 1978    | Ronald Wieser 1 h 23 min 11 s              | Pyotr Pochenchuk 1 h 23 min 43 s     | Anatoliy Solomin 1 h 24 min 11 s           |
| 1982    | José Marín 1 h 23 min 43 s                 | Jozef Pribilinec 1 h 25 min 55 s     | Pavol Blažek 1 h 26 min 13 s               |
| 1986    | Jozef Pribilinec 1 h 21 min 15 s           | Maurizio Damilano 1 h 21 min 17 s    | Miguel Ángel Prieto 1 h 21 min 36 s        |
| 1990    | Pavol Blažek 1 h 22 min 5 s                | Daniel Plaza 1 h 22 min 22 s         | Thierry Toutain 1 h 23 min 22 s            |
| 1994    | Mikhail Shchennikov 1 h 18 min 45 s        | Yevgeniy Misyulya 1 h 19 min 22 s    | Valentin Massana 1 h 20 min 33 s           |
| 1998    | Ilya Markov 1 h 21 min 10 s                | Aigars Fadejevs 1 h 21 min 29 s      | Francisco Javier Fernández 1 h 21 min 39 s |
| 2002    | Francisco Javier Fernández 1 h 18 min 37 s | Vladimir Andreyev 1 h 19 min 56 s    | Juan Manuel Molina 1 h 20 min 36 s         |
| 2006    | Francisco Javier Fernández 1 h 19 min 9 s  | Valeriy Borchin 1 h 20 min 0 s       | João Vieira 1 h 20 min 9 s                 |
| 2010    | Alex Schwazer 1 h 20 min 38 s              | João Vieira 1 h 20 min 49 s          | Robert Heffernan 1 h 21 min 0 s            |
| 2012    | Épreuve non disputée                       | Épreuve non disputée                 | Épreuve non disputée                       |
| 2014    | Miguel Ángel López 1 h 19 min 44 s         | Denis Strelkov 1 h 19 min 46 s       | Ruslan Dmytrenko 1 h 19 min 46 s           |
| 2016    | Épreuve non disputée                       | Épreuve non disputée                 | Épreuve non disputée                       |
| 2018    | Álvaro Martín 1 h 20 min 42 s              | Diego García Carrera 1 h 20 min 48 s | Vasiliy Mizinov 1 h 20 min 50 s            |
| 2022    | Álvaro Martín 1 h 19 min 11 s              | Perseus Karlström 1 h 19 min 23 s    | Diego García Carrera 1 h 19 min 45 s       |
| 2024    | Perseus Karlström 1 h 19 min 13 s          | Paul McGrath 1 h 19 min 31 s         | Francesco Fortunato 1 h 19 min 54 s        |

#### 35 km marche
| Édition | Or                                 | Argent                            | Bronze                          |
| ------- | ---------------------------------- | --------------------------------- | ------------------------------- |
| 2022    | Miguel Ángel López 2 h 26 min 49 s | Christopher Linke 2 h 29 min 30 s | Matteo Giupponi 2 h 30 min 34 s |

#### 50 km marche
| Édition | Or                                  | Argent                              | Bronze                              |
| ------- | ----------------------------------- | ----------------------------------- | ----------------------------------- |
| 1934    | Janis Dalins 4 h 49 min 53 s        | Arthur Schwab 4 h 53 min 9 s        | Ettore Rivolta 4 h 54 min 6 s       |
| 1938    | Harold Whitlock 4 h 41 min 51 s     | Herbert Dill 4 h 43 min 54 s        | Edgar Bruun 4 h 44 min 35 s         |
| 1946    | John Ljunggren 4 h 38 min 20 s      | Henry Forbes 4 h 42 min 58 s        | Charles Megnin 4 h 57 min 4 s       |
| 1950    | Giuseppe Dordoni 4 h 40 min 42 s    | John Ljunggren 4 h 43 min 25 s      | Verner Ljunggren 4 h 49 min 28 s    |
| 1954    | Vladimir Ukhov 4 h 22 min 12 s      | Josef Doležal 4 h 25 min 8 s        | Antal Róka 4 h 31 min 33 s          |
| 1958    | Yevgeniy Maskinskov 4 h 17 min 15 s | Abdon Pamich 4 h 18 min 0 s         | Max Weber 4 h 19 min 58 s           |
| 1962    | Abdon Pamich 4 h 18 min 57 s        | Grigoriy Panichkin 4 h 24 min 37 s  | Donald Thompson 4 h 29 min 11 s     |
| 1966    | Abdon Pamich 4 h 18 min 42 s        | Gennadiy Agapov 4 h 20 min 1 s      | Aleksandr Sherbina 4 h 20 min 47 s  |
| 1969    | Christoph Höhne 4 h 12 min 33 s     | Peter Selzer 4 h 16 min 10 s        | Veniamin Soldatenko 4 h 23 min 5 s  |
| 1971    | Veniamin Soldatenko 4 h 2 min 22 s  | Christoph Höhne 4 h 4 min 45 s      | Peter Selzer 4 h 6 min 11 s         |
| 1974    | Christoph Höhne 3 h 59 min 6 s      | Otto Bartsch 4 h 2 min 39 s         | Peter Selzer 4 h 4 min 28 s         |
| 1978    | Jorge Llopart 3 h 53 min 29 s       | Veniamin Soldatenko 3 h 55 min 12 s | Jan Ornoch 3 h 55 min 15 s          |
| 1982    | Reima Salonen 3 h 55 min 29 s       | José Marín 3 h 59 min 18 s          | Bo Gustafsson 4 h 1 min 21 s        |
| 1986    | Hartwig Gauder 3 h 40 min 55 s      | Vyacheslav Ivanenko 3 h 41 min 54 s | Valeriy Suntsov 3 h 42 min 38 s     |
| 1990    | Andrey Perlov 3 h 54 min 36 s       | Bernt Gummelt 3 h 56 min 33 s       | Hartwig Gauder 4 h 0 min 48 s       |
| 1994    | Valeriy Spitsyn 3 h 41 min 7 s      | Thierry Toutain 3 h 43 min 52 s     | Giovanni Perricelli 3 h 43 min 55 s |
| 1998    | Robert Korzeniowski 3 h 43 min 51 s | Valentin Kononen 3 h 44 min 29 s    | Andrey Plotnikov 3 h 45 min 53 s    |
| 2002    | Robert Korzeniowski 3 h 36 min 39 s | Aleksey Voyevodin 3 h 40 min 16 s   | Jesús Ángel García 3 h 44 min 33 s  |
| 2006    | Yohann Diniz 3 h 41 min 39 s        | Jesús Ángel García 3 h 42 min 48 s  | Yuri Andronov 3 h 43 min 26 s       |
| 2010    | Yohann Diniz 3 h 40 min 37 s        | Grzegorz Sudol 3 h 42 min 24 s      | Sergey Bakulin 3 h 43 min 26 s      |
| 2012    | Épreuve non disputée                | Épreuve non disputée                | Épreuve non disputée                |
| 2014    | Yohann Diniz 3 h 32 min 33 s (WR)   | Matej Tóth 3 h 36 min 21 s          | Ivan Noskov 3 h 37 min 41 s         |
| 2016    | Épreuve non disputée                | Épreuve non disputée                | Épreuve non disputée                |
| 2018    | Maryan Zakalnytskyy 3 h 46 min 32 s | Matej Tóth 3 h 47 min 27 s          | Dzmitry Dziubin 3 h 47 min 59 s     |

#### Ancienne épreuve: 10 000 m marche
| Édition | Or                           | Argent                         | Bronze                        |
| ------- | ---------------------------- | ------------------------------ | ----------------------------- |
| 1946    | John Mikaelsson 46 min 5 s 2 | Fritz Schwab 47 min 3 s 6      | Émile Maggi 48 min 10 s 4     |
| 1950    | Fritz Schwab 46 min 1 s 8    | Émile Maggi 46 min 16 s 8      | John Mikaelsson 46 min 48 s 2 |
| 1954    | Josef Doležal 45 min 1 s 8   | Anatoliy Yegorov 45 min 53 s 0 | Sergey Lobastov 46 min 21 s 8 |

### Femmes

#### 20 km marche
| Édition | Or                                 | Argent                              | Bronze                              |
| ------- | ---------------------------------- | ----------------------------------- | ----------------------------------- |
| 2002    | Olimpiada Ivanova 1 h 26 min 42 s  | Yelena Nikolayeva 1 h 28 min 20 s   | Erica Alfridi 1 h 28 min 33 s       |
| 2006    | Ryta Turava 1 h 27 min 8 s         | Olga Kaniskina 1 h 28 min 35 s      | Elisa Rigaudo 1 h 28 min 37 s       |
| 2010    | Anisya Kirdyapkina 1 h 28 min 55 s | Vera Sokolova 1 h 29 min 32 s       | Melanie Seeger 1 h 29 min 43 s      |
| 2012    | Épreuve non disputée               | Épreuve non disputée                | Épreuve non disputée                |
| 2014    | Elmira Alembekova 1 h 27 min 56 s  | Lyudmyla Olyanovska 1 h 28 min 7 s  | Anežka Drahotová 1 h 28 min 8 s     |
| 2016    | Épreuve non disputée               | Épreuve non disputée                | Épreuve non disputée                |
| 2018    | María Pérez 1 h 26 min 36 s        | Anežka Drahotová 1 h 27 min 3 s     | Antonella Palmisano 1 h 27 min 30 s |
| 2022    | Antigóni Drisbióti 1 h 29 min 3 s  | Katarzyna Zdziebło 1 h 29 min 20 s  | Saskia Feige 1 h 29 min 25 s        |
| 2024    | Antonella Palmisano 1 h 28 min 9 s | Valentina Trapletti 1 h 28 min 37 s | Lyudmyla Olyanovska 1 h 28 min 48 s |

#### 35 km marche
| Édition | Or                                | Argent                          | Bronze                            |
| ------- | --------------------------------- | ------------------------------- | --------------------------------- |
| 2022    | Antigóni Drisbióti 2 h 47 min 0 s | Raquel González 2 h 49 min 10 s | Viktória Madarász 2 h 49 min 58 s |

#### 50 km marche
| Édition | Or                            | Argent                        | Bronze                       |
| ------- | ----------------------------- | ----------------------------- | ---------------------------- |
| 2018    | Inês Henriques 4 h 9 min 21 s | Alina Tsviliy 4 h 12 min 44 s | Júlia Takács 4 h 15 min 22 s |

#### Ancienne épreuve: 10 km marche
| Édition | Or                          | Argent                        | Bronze                        |
| ------- | --------------------------- | ----------------------------- | ----------------------------- |
| 1986    | María Cruz Díaz 46 min 9 s  | Ann Jansson 46 min 13 s       | Siv Vera-Ibáñez 46 min 19 s   |
| 1990    | Annarita Sidoti 44 min 0 s  | Olga Kardopoltseva 44 min 6 s | Ileana Salvador 44 min 38 s   |
| 1994    | Sari Essayah 42 min 37 s    | Annarita Sidoti 42 min 43 s   | Yelena Nikolayeva 42 min 43 s |
| 1998    | Annarita Sidoti 42 min 49 s | Erica Alfridi 42 min 54 s     | Susana Feitor 42 min 55 s     |

## Records des championnats

### Hommes
| Temps           | Athlète                    | Lieu      | Date         | Record |
| --------------- | -------------------------- | --------- | ------------ | ------ |
| 1 h 33 min 9 s  | Stanley Vickers            | Stockholm | 19 août 1958 |        |
| 1 h 29 min 25 s | Dieter Lindner             | Budapest  | 30 août 1966 |        |
| 1 h 27 min 20 s | Mykola Smaha               | Helsinki  | 10 août 1971 |        |
| 1 h 23 min 11 s | Ronald Wieser              | Prague    | 30 août 1978 |        |
| 1 h 21 min 15 s | Jozef Pribilinec           | Stuttgart | 27 août 1986 |        |
| 1 h 18 min 45 s | Mikhail Shchennikov        | Helsinki  | 8 août 1994  |        |
| 1 h 18 min 37 s | Francisco Javier Fernández | Munich    | 6 août 2002  |        |

| Temps           | Athlète             | Lieu      | Date              | Record |
| --------------- | ------------------- | --------- | ----------------- | ------ |
| 4 h 49 min 53 s | Janis Dalins        | Turin     | 8 septembre 1934  |        |
| 4 h 41 min 51 s | Harold Whitlock     | Paris     | 4 septembre 1938  |        |
| 4 h 38 min 20 s | John Ljunggren      | Oslo      | 23 août 1946      |        |
| 4 h 22 min 12 s | Vladimir Ukhov      | Berne     | 27 août 1954      |        |
| 4 h 17 min 15 s | Yevgeniy Maskinskov | Stockholm | 22 août 1958      |        |
| 4 h 12 min 33 s | Christoph Höhne     | Athènes   | 18 septembre 1969 |        |
| 4 h 2 min 22 s  | Veniamin Soldatenko | Helsinki  | 14 août 1971      |        |
| 3 h 59 min 6 s  | Christoph Höhne     | Rome      | 7 septembre 1974  |        |
| 3 h 53 min 29 s | Jorge Llopart       | Prague    | 2 septembre 1978  |        |
| 3 h 40 min 55 s | Hartwig Gauder      | Stuttgart | 31 août 1986      |        |
| 3 h 36 min 39 s | Robert Korzeniowski | Munich    | 8 août 2002       |        |
| 3 h 32 min 33 s | Yohann Diniz        | Zurich    | 15 août 2014      | WR     |

### Femmes
| Temps           | Athlète           | Lieu   | Date         | Record |
| --------------- | ----------------- | ------ | ------------ | ------ |
| 1 h 26 min 42 s | Olimpiada Ivanova | Munich | 7 août 2002  |        |
| 1 h 26 min 36 s | Mária Pérez       | Berlin | 11 août 2018 |        |

| Temps          | Athlète        | Lieu   | Date        | Record |
| -------------- | -------------- | ------ | ----------- | ------ |
| 4 h 9 min 21 s | Inês Henriques | Berlin | 7 août 2018 |        |